# Học viện Công nghệ Georgia
Học viện Công nghệ Georgia (tiếng Anh: Georgia Institute of Technology) (thường được gọi là Georgia Tech, Tech hoặc là GT) là một viện đại học công lập tọa lạc tại thành phố Atlanta, tiểu bang Georgia, Hoa Kỳ. Trường là một phần của Hệ thống Đại học của tiểu bang Georgia và có những trường chi nhánh ở thành phố Savannah bang Georgia; thành phố Metz ở Pháp; thành phố Athlone ở Ireland, thành phố Thượng Hải ở Trung Quốc; và ở Singapore.
Trường được thành lập vào năm 1885 dưới tên Georgia School of Technology (Trường Công nghệ Georgia) như là một phần của những kế hoạch thời Tái Thiết để xây dựng một nền kinh tế công nghiệp cho miền nam Hoa Kỳ hậu Nội Chiến. Ban đầu, trường chỉ cấp bằng kỹ sư cơ khí. Đến năm 1901, chương trình giảng dạy được mở rộng và cấp bằng kỹ sư điện, xây dựng dân dụng và hóa học. Năm 1948, trường đổi tên thành Georgia Institute of Technology (Học viện Công nghệ Georgia) để phản ánh sự phát triển từ một trường dạy nghề trở thành một học viện nghiên cứu công nghệ và đại học có tầm cỡ hơn.
Ngày nay, Học viện Công nghệ Georgia được tổ chức thành sáu trường cao đẳng và có khoảng 31 cơ quan / đơn vị, tập trung vào khoa học và công nghệ. Trường được đánh giá cao cho chương trình học về kỹ sư, điện toán (khoa học máy tính), quản trị kinh doanh, khoa học, kiến trúc và các ngành nhân văn học.
Khuôn viên chính của trường chiếm một phần của quận Midtown, thành phố Atlanta, giáp đường 10 ở phía bắc và đường North Avenue về phía nam. Năm 1996, trường được chọn làm làng vận động viên và là địa điểm cho một số sự kiện thể thao cho Thế vận hội Mùa hè 1996. Việc xây dựng các làng Olympic, cùng với sự tu chỉnh của khu vực xung quanh làm tăng giá trị của khuôn viên trường.
Ngoài thế mạnh về khoa học và công nghệ, trường còn nổi tiếng về thể thao, nổi bật là đội bóng bầu dục bốn lần vô địch quốc gia. Công chúng còn biết đến trường qua bài hát nổi tiếng "Ramblin' Wreck from Georgia Tech". Trường có tám đội nam và bảy đội nữ thi đấu trong Giải hạng nhất NCAA và Football Bowl Subdivision. 

## Lịch sử

### Quá trình hình thành

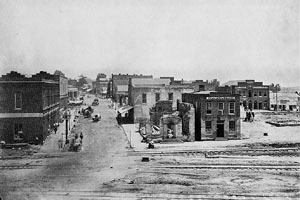
Atlanta trong cuộc nội chiến Hoa Kỳ (khoảng 1864)

Ý tưởng về một trường chuyên về công nghệ tại Georgia được giới thiệu vào năm 1865 vào thời Tái Thiết. Hai cựu sĩ quan của quân Liên minh miền Nam Hoa Kỳ, thị trưởng John Fletcher Hanson (một nhà công nghiệp) và Nathaniel Harris (một chính trị gia và sau này thống đốc bang Georgia), hai người có tiếng tăm tại thành phố Macon, tin rằng miền Nam cần nâng cấp công nghệ để cạnh tranh với cuộc Cách mạng công nghiệp đang diễn ra khắp miền Bắc.
Năm 1882, Cơ quan Lập Pháp Bang Georgia phê chuẩn một uỷ ban đứng đầu bởi Nathaniel Harris đến vùng Đông Bắc và quan sát cách các trường công nghệ hoạt động. Họ ấn tượng với các mô hình giáo dục được phát triển bởi Học viện Công nghệ Massachusetts (MIT) và Viện Đa ngành Kỹ thuật Worcester (Worcester Polytechnic Institute). Ủy ban sau khi quan sát đã đề nghị dùng mô hình của trường Worcester vì nó nhấn mạnh sự kết hợp giữa lý thuyết và thực hành. Phần thực hành bao gồm việc làm cho sinh viện và sản xuất hàng dân dụng để tạo ra doanh thu cho trường.
Ngày 13 tháng 10, năm 1885, thống đốc bang Georgia ông Henry McDaniel ký điều khoản thành lập và cấp phí cho ngôi trường mới.

### Những năm đầu tiên

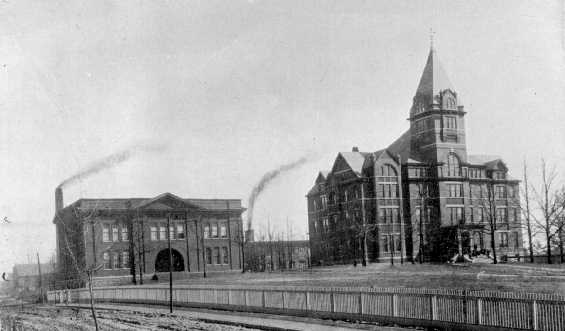
Tấm hình đầu tiên của trường

Trường Công nghệ Georgia bắt đầu mở cửa vào mùa thu 1888 chỉ với hai toà nhà. Một toà nhà (hiện nay là Tech Tower, một trong những trụ sở hành chính của trường) có lớp học cho sinh viên. Toà nhà còn lại có một cửa hàng, một xưởng đúc, xưởng rèn, phòng nung chảy và phòng động cơ. Toà nhà được thiết kế cho sinh viên làm việc và sản xuất hàng hoá để bán và cấp phí cho trường. Sự tương đương kích thước của hai toà nhà cho thấy sự quan trọng của việc đào đầu óc lẫn tay chân, mặc dù vào thời điểm đó có một số không đồng tình về việc xưởng máy được dùng để tạo ra lợi nhuận.
Vào ngày 20 tháng 10 năm 1905, Tổng thống Hoa Kỳ Theodore Roosevelt đến thăm khuôn viện trường. Trên bậc thềm toà nhà Tech Tower, tổng thống Roosevelt đưa ra một bài diễn văn về sự quan trọng của một nền giáo dục công nghệ. Sau đó tổng thống đã bắt tay với tất cả sinh viên.
Trường Thương mại của Georgia Tech bắt đầu mở lớp vào năm 1912. Trường này nhận sinh viên nữ đầu tiên vào năm 1917, mặc dù Cơ quan Lập Pháp của bang vẫn chưa chính thức phê chuẩn việc nhập học của phụ nữ cho đến năm 1920. Năm 1919, Annie Wise trở thành sinh viên nữ đầu tiên tốt nghiệp và một năm sau đó trở thành giảng viên nữ đầu tiên của trường. Rena Faye Smith, người được chọn làm trợ tá nghiên cứu của Khoa Vật Lý bởi tiến sĩ Ray Young vào năm 1969, trở thành giảng viên nữ của Khoa Vật Lý. Rena sau đó lấy bằng tiến sĩ ở Georgia State University và dạy vật lý ở Black Hills State University từ năm 1997 đến 2005 dưới tên Rena Faye Norby. Cô ấy trở thành một học giả Fulbright (Fulbright Scholar) ở Nga từ năm 2004 đến 2005. Vào năm 1931, Hội đồng Nhiếp Chính chuyển quyền cai quản Trường Thương mại cho University of Georgia (UGA) và chuyển những lớp kỹ sư dân sự và kỹ sư điện của UGA cho Georgia Tech. Trường thương mại được thay thế bằng một ngôi trường mới mà sau này trở thành trường Cao đẳng Kinh doanh. Trường thương mại cũ sau tách khỏi đại học UGA và chính thức trở thành Georgia State University. Năm 1934, Trạm Thực Nghiệm Kỹ Sư (sau này trở thành Viện Nghiên cứu Georgia Tech) được thành lập bởi W. Harry Vaughan với ngân sách ban đầu vào khoảng $5000 (tương đương $88,147 ngày nay) và có 13 nhân viên làm việc bán thời gian.

### Lịch sử hiện đại
Được thành lập dưới tên Trường Công nghệ Georgia, trường đổi tên thành tên hiện nay (Học viện Công nghệ Georgia) vào năm 1948 để phản ánh sự phát triển trong việc tập trung vào những nghiên cứu công nghệ cao và khoa học. Khác với những đại học cùng tên (như là Học viện Công nghệ Massachusetts và Học viện Công nghệ California), Học viện Công nghệ Georgia là một học viện công lập.

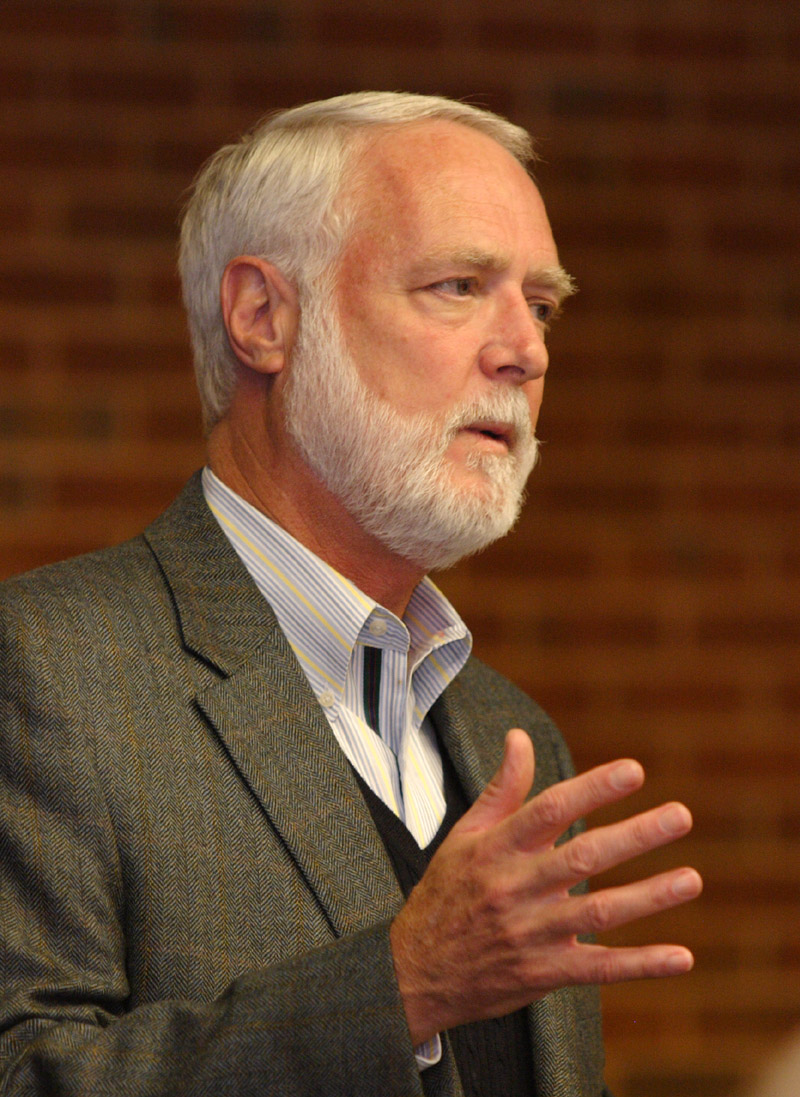
Cựu Hiệu Trưởng G. Wayne Clough diễn thuyết tại một cuộc họp với sinh viên.

Trường bắt đầu cho phép sinh viên nữ nhập học những lớp chính quy vào năm 1952. Tuy nhiên sinh nữ vẫn chưa được đăng ký học tất cả các chương trình tại trường cho đến năm 1968. Ngành Quản lý Công nghiệp là ngành cuối cùng cho phép nữ sinh đăng ký. Ký túc xá Fulmer Hall mở cửa vào năm 1969 và là ký túc xá đầu tiên dành riêng cho sinh viên nữ. Vào năm 2009, sinh viên nữ chiếm khoảng 30.3% lượng sinh viên học cử nhân và 25.3% lượng sinh viên học thạc sĩ và tiến sĩ. Năm 1959, một cuộc họp của 2471 sinh viên tán thành việc cho phép nhập học tất cả học sinh đủ tiêu chuẩn, bắt kể màu da hoặc sắc tộc. Ba năm sau cuộc họp, Học viện Công nghệ Georgia trở thành trường đại học đầu tiên ở miền Nam cho phép việc hoà hợp sắc tộc trong trường mặc dù không có lệnh của toà án. Có rất ít sự phản ứng từ sinh viên đối với sự kiện; như lời miêu tả của cựu thị trưởng William Hartsfield về học sinh của trường là những người “quá bận để ghét”.
Tương tự những gì xảy ra với quyết định hoà hợp sắc tộc của trường, có rất ít phản ứng từ sinh viên đối với Chiến tranh Việt Nam và sự tham gia của Hoa Kỳ vào Nội chiến Campuchia. Hội đồng sinh viên bác bỏ một nghị quyết ủng hộ các cuộc biểu tình chống chiến tranh Việt Nam, và mức độ của phản ứng từ cộng đồng của trường đối với Thảm sát Đại học Tiểu bang Kent bị giới hạn trong lễ mặc niệm được tổ chức bởi sinh viên. Học viện bị yêu cầu đóng cửa trong hai ngày cùng với các trường đại học khác trong Hệ thống Đại học Georgia.
Năm 1988, Hiệu trưởng John Patrick Crecine thông qua dự án tái cơ cấu trường. Học viện lúc đó có ba cao đẳng: Cao đẳng Kỹ Sư', Cao đẳng Quản trị Kinh doanh, và Cao đẳng Khoa Học Tự Nhiên và Cao đẳng Nhân Văn Học. Crecine quyết định chia trường thành Cao đẳng Khoa Học Máy Tính, Cao đẳng Khoa Học Tự Nhiên và trường Quản lý, Chính Sách và Quan hệ Ngoại giao Ivan Allen. Crecine không tham khảo ý kiến về việc thay đổi nên nhiều giảng viên không thích kiểu quản lý của ông. Crecine cũng rất đắc lực trong việc đem Thế Vận Hội mùa hè 1996 đến Atlanta. Một lượng lớn công trình xây dựng diễn ra và tạo ra khu vực phía Tây của trường ngày nay. Khu vực đó năm 1996 là nơi các vận động viên cư ngụ. Trung tâm Bơi Lội Georgia Tech được xây dựng cho các sự kiện bơi lội, và Đấu Trường Alexander được nâng cấp. Học viện cũng cho xây dựng tháp Kessler và đài phun nước để làm biểu tượng cho học viên trên truyền hình.
Năm 1994, G Wayne Clough trở thành cựu học sinh đầu tiên trở thành hiệu trưởng của học viện. Năm 1998, ông tách trường Ivan Allen thành Cao đẳng Xã hội Nhân Văn Ivan Allen và Cao đẳng Quản trị Kinh doanh. Nhiệm kỳ của ông tập trung vào sự mở rộng nhanh chóng của học viên, tạo cho sinh viên nhiều cơ hội làm nghiên cứu, và thành lập các chương trình du học ngắn hạn đến các nước ở Châu Âu và Châu Á. Ngày 15 tháng 8 năm 2008, ông được bổ nhiệm làm thư ký của Viện Smithsonian. Giáo sư Gary Schuster được bổ nhiệm làm hiệu trưởng tạm thời. Ngày 1 tháng 4 năm 2009, G.P."Bud" Peterson, đang là hiệu trưởng của University of Colorado at Boulder, trở thành hiệu trưởng thứ 11 của học viện. Ngày 20 tháng 4 năm 2010, Học viện Công nghệ Georgia được mời gia nhập Hiệp hội Viện Đại học Bắc Mỹ .
Năm 2014, với sự cộng tác từ Udacity và AT&T, học viện thành lập chương trình Khóa học trực tuyến đại chúng cho ngành khoa học máy tính của trường. Chương trình này cho phép học sinh lấy bằng thạc sĩ chỉ với $7,000.

## Cơ cấu tổ chức và quản lý
Chương trình cử nhân và cao học của học viện được chia thành 6 trường. Sự cộng tác giữa các trường rất thường xuyên, thông qua các chương trình học liên ngành cũng như các trung tâm nghiên cứu . Georgia Tech còn cố gắng tăng cường những chương trình học không liên quan đến kỹ thuật. Những chương trình này được quản lý bởi Trường Nhân Văn Học Ivan Allen. Số học sinh vào trường nhân văn gần đây tăng 20% .
| - Trường Kiến Trúc - Trường Khoa Học Máy Tính - Trường Kỹ thuật |  | - Trường Khoa Học Tự Nhiên - Trường Nhân Văn Học Ivan Allen - Trường Quản trị Kinh doanh Scheller |

## Tổng quan

### Sinh viên
|                                    | Cử nhân | Thạc sĩ & tiến sĩ |
| ---------------------------------- | ------- | ----------------- |
| Người Mỹ gốc Á                     | 46%     | 40%               |
| Người Mỹ da trắng                  | 34%     | 48%               |
| Người Mỹ gốc Latinh và Tây Ban Nha | 8%      | 4.4%              |
| Người Mỹ gốc Phi                   | 6%      | 5.4%              |
| Chủng tộc khác                     | 2%      | 2.4%              |
| Thổ dân châu Mỹ                    | 0.1%    | 0.1%              |
| Du học sinh                        | 6.6%    | 4.2%              |

Trường có hơn 20.000 sinh viên theo thống kê năm 2010 and khoảng 1.000 giảng viên toàn thời gian theo thống kê năm 2013 . Nam chiếm khoảng 68% lượng sinh viên và nữ khoảng 32%. Số lượng sinh viên nữ khá thấp. Tuy nhiên, vấn đề này đang thay đổi nhờ vào nhiều chương trình nhân văn học hơn và những cố gắng của trường trong việc khuyến khích nhiều học sinh nữ lựa chọn các ngành khoa học và kỹ sư thông qua các chương trình như “Phụ Nữ Trong Ngành Kỹ thuật” và “Hội Kỹ Sư Nữ”  Mùa thu năm 2010, nữ chiếm gần 36% số lượng sinh viên năm nhất.. Mùa thu năm 2010, nữ chiếm gần 36% số lượng sinh viên năm nhất.
Khoảng 50 - 55% sinh viên là công dân thường trú của bang Georgia, khoảng 25% đến từ các tiểu bang khác và khoảng 20% đến từ nước ngoài. Đa số các học sinh ở các tiểu bang khác đến từ: Florida, Texas, California, North Carolina, Virginia, New Jersey, và Maryland.. Học sinh của trường đến từ 114 quốc gia và 50 bang của Hoa Kỳ .

### Kinh phí hoạt động
Học viện Công nghệ Georgia là một học viện công lập. Kinh phí hoạt động đến từ chính phủ tiểu bang Georgia, học phí và các phí liên quan, tiền trợ cấp nghiên cứu và đóng góp từ cựu sinh viên. Năm 2010, kinh phí hoạt động của học viện vào khoảng 1.159 tỷ đô-la. Trợ cấp của bang chỉ chiếm khoảng 19% còn học phí và các phí liên quan chiếm khoảng 15%. Tiền trợ cấp nghiên cứu và các hợp đồng chiếm đến 49% tất cả các nguồn doanh thu.
Tổng chi tiêu vào khoảng 1.094 tỷ đô-la. 45% được cấp việc nghiên cứu còn 20% cho công việc giảng dạy. Quỹ Georgia Tech chịu trách nhiệm quản lý ngân quỹ của trường, quỹ được sáng lập vào năm 1932. Quỹ bao gồm nhiều subsidiaries nhỏ, những subsidiaries nhỏ này sở hữu đất trên khuôn viên và ở quận Midtown. Những miếng đất này được thuê bởi Hội đồng Nhiếp Chính Georgia và các tập đoàn hoặc tổ chức. Năm 2010, tổng assets là 1.438 tỷ đô-la còn nợ là 0.438 tỷ đô-la. Cựu sinh viên của học viện được đánh giá là rộng rãi nhất trong việc hiến tặng cho trường cũ trong các trường đại học công lập top 50.
Đến 2014, ngân quỹ của trường tăng đáng kể từ 1.094 tỷ (2010) lên 1.88 tỷ nhờ vào lợi nhuận từ các dự án đầu tư và hợp đồng nghiên cứu lớn với nhiều công ty tầm cỡ như Lockheed Martin và Google. Ngoài ra còn có sự đóng góp lớn từ các cựu sinh viên. Ví dụ điển hình là việc Ernest Scheller Jr., tốt nghiệp năm 1952, cống hiến 50 triệu đô-la cho Cao đẳng Quản trị Kinh doanh. Còn có Chris Klaus, nhà sáng lập hãng Internet Security Systems (được IBM mua với giá 1.3 tỷ đô-la vào năm 2006) ), đóng góp 15 triệu đô-la để xây dựng một toà nhà mới cho Cao đẳng Khoa Học Máy Tính .

### Xếp hạng
Trường Georgia Tech liên tục nằm trong danh sách những đại học tốt nhất ở Mỹ và toàn thế giới. Hơn một thập kỷ, Georgia Tech nằm trong mười trường đại học công lập tốt nhất ở Mỹ. Năm 2013, tờ báo U.S. News & World Report xếp Học viện Công nghệ Georgia hạng 5 trong nhóm các trường kỹ sư. Năm 2012, Xếp hạng các đại học thế giới của Times Higher Education của tờ báo Times xếp Georgia Tech hạng 19 ở Mỹ, 25 trên thế giới. Chương trình kỹ sư của trường rất nổi tiếng. Tạp chí US News xếp chương trình kỹ sư và công nghệ thông tin của trường hạng 5 toàn nước vào năm 2013, và năm 2012 tờ báo Times xếp chương trình kỹ sư của trường hạng 9 thế giới. Chương trình kỹ sư của trường xếp hạng 5 cho bằng cử nhân và hạng 4 cho bằng thạc sĩ và tiến sĩ. Tất cả các chương trình cử nhân kỹ sư đều thuộc vào hàng top 10 trong ngành: công nghiệp (hạng 1), cơ khí (hạng 3), hàng không không gian (hạng 2), y sinh học (hạng 2), dân sự (hạng 3), điện tử (hạng 5), môi trường (hạng 2), khoa học máy tính (hạng 6), vật liệu (hạng 5), và hoá học (hạng 7).
Năm 2010, trường Cao đẳng Quản trị Kinh doanh của học viện được xếp hạng 28 bởi U.S. News & World Report. Chương trình vật lý xếp hạng 29 trong Hoa Kỳ , chuyên môn vào Nonlinear Dynamic và Condensed Matter Physics . U.S. News & World Report xếp hạng chương trình thạc sĩ và tiến sĩ hoá học hạng 26 và chuyên môn Physical Chemistry của ngành xếp hạng 14 . Khoa toán học được xếp hạng 30 và chuyên môn Combinatorics và Discrete Math lần lượt xếp hạng 8 .
Trường được biết đến như là đại học công lập tốt nhất ở miền Nam của Hoa Kỳ cũng như là trường với tỷ lệ mức lương so với học phí cao nhất nước .

## Nghiên cứu
Học viện Công nghệ Georgia được đánh giá bởi Tổ chức Carnegie Vì Sự Thăng Tiến Trong Giáo dục là một trường đại học với rất nhiều hoạt động nghiên cứu. Phần lớn các nghiên cứu được cấp vốn bởi các tập đoàn lớn hoặc các tổ chức của chính phủ. Nghiên cứu được tổ chức đưới sự điều hành bởi Phó chủ tịch điều hành nghiên cứu, ông Stephen E. Cross, người báo cáo trực tiếp với Chú tịch của học viện.
Viện nghiên cứu lâu đời nhất của trường là một tổ chức nghiên cứu phi lợi nhuận được biết đến dưới tên Viện Nghiên cứu Georgia Tech (GTRI). GTRI cung cấp những nghiên cứu đã được cấp vốn trong nhiều ngành khác nhau bao gồm ra-đa, điện quang học, và vật liệu. Khoảng 40% nghiên cứu của học viện, đặc biệt những nghiên cứu tuyệt mật của chính phủ, được quản lý bởi GTRI. GTRI có hơn 1500 nhân viên và tạo ra 205 triệu đô-la doanh thu vào năm tài khoán 2010. Những viện nghiên cứu khác bao gồm: Viện Kỹ thuật Và Khoa Học Sinh Học Parker H. Petit, Viện Điện Tử Và Công nghệ Nano, Viện Năng lượng Chiến Lược, Viện Nghiên cứu Dây Chuyền Sản Xuất.
Nhiều công ty được tạo ra từ những dự án nghiên cứu của trường. Trung tâm Phát triển Công nghệ Cao (ATDC) và VentureLab hỗ trợ những nhà nghiên cứu và những nhà đầu tư mạo hiểm trong việc tổ chức công ty và giới thiệu sản phẩm. Tập đoàn Nghiên cứu Georgia Tech có mục đích giải quyết các hợp đồng và những giấy phép liên quan đến công nghệ của trường. Georgia Tech được Viện Milken  xếp hạng 4 trong việc tạo ra các công ty nhỏ, hạng 8 cho bằng sáng chế, và hạng 11 trong việc chuyển giao công nghệ. Georgia Tech và GTRI dành ra một khoảng đất rộng 180,000 mét vuông cho nghiên cứu, bao gồm Toà Nhà Công nghệ Nano Marcus trị giá 90 triệu đô-la và là một trong những cơ sở nghiên cứu công nghệ nano lớn nhất ở vùng Đông Nam Hoa Kỳ với phòng vô khuẩn rộng hơn 2,800 mét vuông .
Trường khuyến khích sinh viên tham gia vào các hoạt động nghiên cứu và làm việc cùng với các sinh viên cao học và các giáo sư. Chương trình Cơ Hội Cho Cử nhân Làm Nghiên cứu cấp học bổng cho những sinh viên cử nhân làm nghiên cứu. Những học bổng này, được gọi là Giải thưởng Cho Cử nhân Làm Nghiên cứu, được cấp dưới dạng hiện kim hoặc chi phí đi lại khi sinh viên đi thuyết trình về dự án của mình tại những các hội nghị. Ngoài ra sinh viên còn có thể tham gia nghiên cứu và viết một luận án để lấy điểm nghiên cứu trong học bạ. Trường có The Tower là tờ báo viết về các hoạt động nghiên cứu của sinh viên. Tờ báo được thành lập vào năm 2007 là nơi sinh viên có thể đăng tải kết quả nghiên cứu hoặc xem xét nghiện cứu của những sinh viên khác .
Những tiến bộ gần đây bao gồm một đề án tạo ra ăn-ten làm bằng Graphen.

### Liên kết với các ngành công nghiệp
Georgia Tech duy trì một mối liên hệ chặt chẽ với các ngành công nghiệp. Nhiều mối liên hệ này được thông qua các chương trình hợp tác giáo dục và thực tập. Georgia Tech có một phòng ban gọi là DoPP quản lý việc tìm kiếm cơ hội cho học sinh để có kinh nghiệm làm việc thực tế. Chương Trình Hợp Tác Giáo dục cho Cử nhân kéo dài 5 năm. Dưới chương trình này, sinh viên luân phiên học một mùa làm một mùa cho đến khi tốt nghiệp.
Chương Trình Hợp Tác Giáo dục cho Cao Học được thành lập năm 1983, cho phép sinh viên cao học bất kể ngành nào làm việc cho một công ty tư nhân tối đa hai học kỳ liên tiếp. Chương Trình Thực Tập cho Cử nhân cho phép sinh viên cử nhân - thường là năm 3 và năm 4 - thực tập tại bất kỳ công ty nào trong một hoặc hai mùa. Chương Trình Làm Việc Ở Nước Ngoài tổ chức nhiều cơ hội làm việc và thực tập cho sinh viên năm cuối và sinh viên cao học.
Mặc dù những chương trình kể trên đều mang tính chất tự nguyện, chúng liên tục thu hút một lượng lớn sinh viên. Trung bình mỗi năm có khoảng 3000 sinh viên cho tất cả các chương trình. Khoảng 1000 doanh nghiệp và tổ chức thuê sinh viên của học viện và các sinh viên này kiếm hơn 20 triệu đô-la mỗi năm.
Chương Trình Hợp Tác Giáo dục và Thực Tập của Georgia Tech rất được các nhà giáo dục đánh giá cao. Tờ U.S. News & World Report đánh giá nó là một trong mười chương trình đại học thực sự hiệu quả trong 5 năm liền .

## Cựu sinh viên

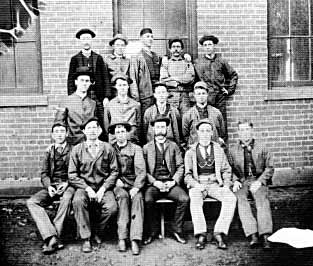
Hai sinh viên đầu tiên của Georgia Tech đã tốt nghiệp là H.L. Smith (hàng trên cùng, giữa) và G.C. Crawford (hàng trên cùng, bìa phải).

Học viện có nhiều sinh viên nổi tiếng. Sinh viên của trường thường được gọi là Yellow Jackets (những con Tò vò). Theo Hội Cựu Sinh viên Georgia Tech
Cựu sinh viên của học viện bao gồm những học sinh đã tốt nghiệp từ trường, hay những học sinh đã từng học nhưng rời khỏi trường trước khi tốt nghiệp và có điểm số tốt, hay các nhân viên và giảng viên đang làm việc hoặc đã về hưu, hay những người có cống hiến đặc biệt cho học viện hoặc Hội Cựu Sinh Viên.
Lớp đầu tiên bắt đầu năm 1888 có 95 sinh viên. Hai sinh viên đầu tiên nhận bằng năm 1890. Từ số học sinh ít ỏi đến nay trường có cơ sở hạ tầng cho 14,558 cử nhân và 6,913 thạc sĩ và tiến sĩ.
Nhiều nhân vật nổi tiếng đã từng tốt nghiệp hoặc học ở học viện, tiêu biểu nhất là Jimmy Carter, cựu tổng thống Hoa Kỳ và người đạt Giải Nobel Hoà bình. Cựu tổng thống Carter học ở học viện đầu những năm 1940 trước khi chuyển qua Học viện Hải quân Hoa Kỳ. Còn có Juan Carlos Varela, tốt nghiệp từ học viện năm 1985, được bầu làm tổng thống nước Panama vào năm 2014. Người đạt Giải Nobel hoá học Kary Mullis tốt nghiệp bằng hoá học năm 1966. Nhiều doanh nhân thành đạt bắt đầu sự nghiệp của mình tại học viện, tiêu biểu là Charles “Gary” Betty (CEO của Earthlink), David Dorman (cựu CEO của AT&T), Mike Duke (cựu CEO của Walmart), James D. Robinson III (cựu CEO của American Express và nhân vật cấp cao tại Coca-Cola).
Nhiều cựu sinh viên của học viện có tầm ảnh hưởng lớn trong chính trị, quân sự và cứu trợ nhân đạo. Cựu thị trưởng Atlanta là Ivan Allen Jr. và cựu thượng nghị sĩ Sam Nunn đều có những cống hiến lớn cho tiểu bang Georgia và Hoa Kỳ. Những cựu sinh viên có các chiến công quân sự như là: James A. Winnefeld Jr. (hiện là phó chủ tịch của Hội đồng Tham mưu trưởng Liên quân Hoa Kỳ), Philip M. Breedlove (Trung tá của Không quân Hoa Kỳ tại châu Âu), William L. Ball (cựu Bộ trưởng Hải quân Hoa Kỳ dưới thời tổng thống Ronald Reagan), John M. Brown III (Trung tá của Quân đội Hoa Kỳ tại Thái Bình Dương), và Leonard Wood (cựu Tham mưu trưởng Lục quân Hoa Kỳ và Trung tướng của Lục quân Hoa Kỳ).
Nhiều phi hành gia và quan chức của NASA từng học và làm việc tại học viện. Nổi bật nhất là ông Richard H. Truly, cựu Phó Đô Đốc của Hải quân Hoa Kỳ và giám đốc điều hành của NASA. Sau ông làm bầu làm chủ tịch của Viện Nghiên cứu Georgia Tech. John Young, tốt nghiệp năm 1952, là phi đoàn trưởng chuyến Apollo 16 đến mặt trăng và là người đầu tiên điều khiển bốn loại tàu con thoi khác nhau. Học viện còn có nhiều kỹ sư, nhà khoa học và nhà phát minh tiếng tăm. Karry Mullis, Giải Nobel Hoá học, phát triển Phản ứng chuỗi trùng hợp. Herbert Saffir phát minh ra Thang bão Saffir-Simpson. W. Jason Morgan có những cống hiến quan trọng cho thuyết kiến tạo mảng và địa động lực học. Trong ngành khoa học máy tinh, Krishna Bharat tạo ra ứng dụng Google News, và Richard Hipp phát minh cơ sở dữ liệu SQLite. Kiến trúc sư Michael Arad thiết kế Toà nhà tưởng niệm những nạn nhận ngày 11 tháng 9 tại thàhg phố New York.
Mặc dù thế mạnh của học viên là công nghệ, học viện đã đào tạo nhiều sinh viên có thành tích trong nhiều ngành nghệ thuật và thể thao. Jeff Foxworthy (diễn viên điện ảnh và hài kịch) và Randolph Scott (diễn viện điển ảnh) đều từng học ở học viện. Về thể thao, học viện có 150 cựu sinh viên chơi cho các đội bóng của Liên đoàn bóng bầu dục quốc gia (NFL), và nhiều người chơi cho các câu lạc bộ của Hiệp hội Bóng rổ Quốc gia (NBA) và Liên đoàn bóng chày quốc gia (MLB). Những cựu sinh viên nổi tiếng trong làng bóng bầu dục có Joe Mamilton, Pat Swilling, Billy Shaw, Joe Guyon, Bill Fulcher, và gần đây là Calvin Johnson và Tashard Choice. Những sinh viên gần đây được tuyển bởi Hiệp hội Bóng rổ Quốc gia (NBA) gồm có Chris Bosh, Derrick Favors, Thaddeus Young, Jarrett Jack, và Iman Shumpert.
Học viện còn có những tay golf có tiếng như huyền thoại Bobby Jones và David Duval, người được đánh giá là tay golf hàng đầu thế giới năm 1999.